# سیت کینمن
سیت کینمن (انگلیسی: Seth Kinman؛ ۲۹ سپتامبر ۱۸۱۵ – ۲۴ فوریهٔ ۱۸۸۸) گردشگر، کاوشگر و مرد کوهستان اهل ایالات متحده آمریکا بود.